# Tawierna poetow
Tawierna poetow (ros. Таверна поэтов) – emigracyjna rosyjska grupa literacka w II Rzeczypospolitej.
Grupa działała w Warszawie w latach 1921–1925. W jej skład wchodzili m.in. Wsiewołod S. Bajkin, Władimir W. Brand, Aleksandr Turincew, Oleg I. Kołodij, Boris A. Jewrieinow, A. Topolski, S. Żarin, O. Woinow, J. Aristowa, M. Konstantinowicz, R. Gutujew. Na czele grupy stał początkowo Alfred L. Bem, który w 1922 r. wyjechał do Pragi, gdzie założył Stowarzyszenie Literackie „Skit”. W dalszych latach utrzymywał jednak kontakty z członkami grupy. W okresie funkcjonowania jej członkowie napisali ponad 150 różnego rodzaju utworów poetyckich, które ukazywały się na łamach licznych gazet i czasopism emigracyjnych. Najczęściej były one publikowane w warszawskiej gazecie „Za swobodu!”. Zebrania grupy odbywały się jej redakcji przy aktywnej współpracy dziennikarzy na czele z Dmitrijem W. Fiłosofowem. W spotkaniach literackich, podczas których odczytywano utwory poetyckie, a następnie dyskutowano na ich temat, uczestniczyli też polscy poeci (m.in. Leonard Podhorski-Okołów). Utrzymywano bliskie kontakty ze skamandrytami. W 1923 r. został opublikowany zbiór wierszy i opowiadań członków grupy pt. „Szestiero - małyj almanach poezii i prozy”. Po rozpadzie grupy jeden z jej najaktywniejszych członków W. W. Brand wchodził w skład redakcji warszawskich gazet „Mołwa”, a następnie „Miecz”, które publikowały wiersze byłych członków „Tawierny poetow”.